# Jarryd Dunn
Jarryd Dunn (né le 30 janvier 1992) est un athlète britannique, spécialiste du 400 m.
Il porte son record à 45 s 09 pour remporter les Championnats d'Europe par équipes le 20 juin 2015 à Tcheboksary. Il améliore ce faisant son record précédent de 45 s 22 obtenu à Genève.